# Nesocryptias villosa
Nesocryptias villosa är en insektsart som först beskrevs av White 1878.  Nesocryptias villosa ingår i släktet Nesocryptias och familjen fröskinnbaggar. Inga underarter finns listade i Catalogue of Life.